# Бурганёф
Бурганёф (фр. Bourganeuf, окс. Borgon Nuòu) — коммуна во Франции, находится в регионе Лимузен. Департамент коммуны — Крёз. Входит в состав кантона Бурганёф. Округ коммуны — Гере.
Код INSEE коммуны — 23030.

## География
Бурганёф находится в 33 км к югу от Гере (Gueret), главного города департамента; в 50 км от Лиможа и в 400 км от Парижа. Расположен на левом берегу реки Торьон.

## История
Прославился прибытием сюда в 1482 году и пребыванием в период 1486—1488 годов сына турецкого султана Мехмеда II — Джема (более известного как принца Зизима; фр. Zizim), который оспаривал отцовский престол у своего старшего брата Баязета II; последний восторжествовал и вступил на Оттоманский престол; Зизим же был вынужден бежать на остров Родос, где пользовался гостеприимством гроссмейстера Мальтийского ордена Пьера д’Обюссона. Опасаясь за жизнь Зизима из-за подосланных убийц со стороны Баязида, д’Обюссон перевёз его во Францию в приорство Бурганёф, где был настоятелем. Зизима охраняли рыцари ордена. Ему приписывают возведение большой, круглой, шестиэтажной башни особой архитектуры и прочности — «башни Зизима», построенной в 1484—1486 годы. Стены башни были так толсты (2,80 м), что в них высечена круглая лестница, ведущая на самый верх башни. Особенно замечательны были роскошные бани, устроенные в нижнем этаже башни в восточном стиле. Согласно крёзскому историку начала XIX века Жозефу Жуллиттону (Joseph Joullietton), апартаменты султана в башне были украшены гобеленами «Дама с единорогом», поэтому историк называл их «турецкими».

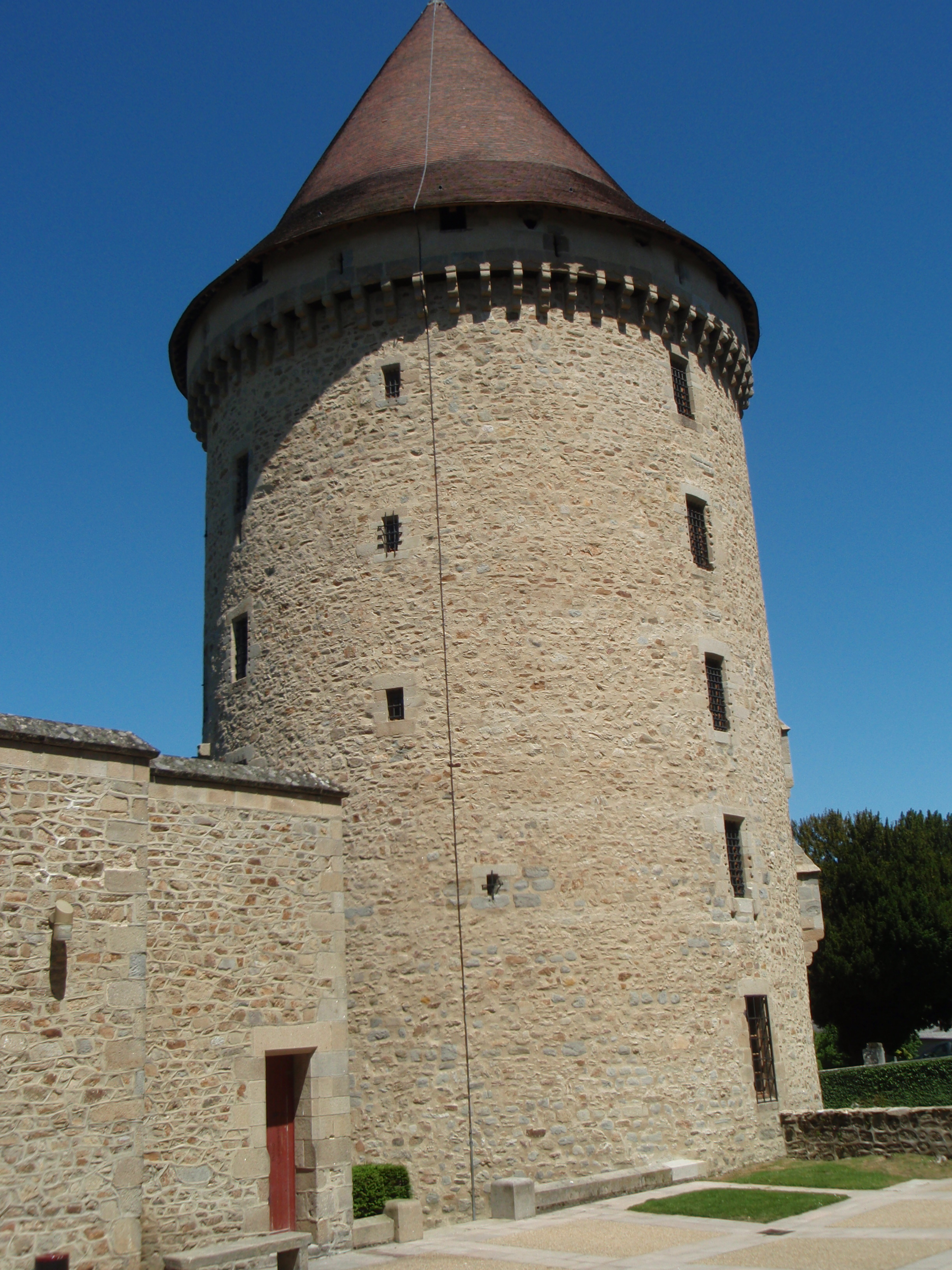
Башня Зизима
(фотоснимок 2009)

В XIX веке в городе действовали две фарфоровые и одна бумажная фабрики. Восемь раз в год проводились однодневные ярмарки.

## Население
Население коммуны на 2010 год составляло 2910 человек.
| 1962 | 1968 | 1975 | 1982 | 1990 | 1999 | 2010 |
| ---- | ---- | ---- | ---- | ---- | ---- | ---- |
| 3310 | 3804 | 3637 | 3738 | 3385 | 3163 | 2910 |

## Экономика
В 2010 году среди 1614 человек трудоспособного возраста (15—64 лет) 1060 были экономически активными, 554 — неактивными (показатель активности — 65,7 %, в 1999 году было 68,7 %). Из 1060 активных жителей работали 898 человек (485 мужчин и 413 женщин), безработных было 162 (70 мужчин и 92 женщины). Среди 554 неактивных 130 человек были учениками или студентами, 194 — пенсионерами, 230 были неактивными по другим причинам.